# Edición lineal

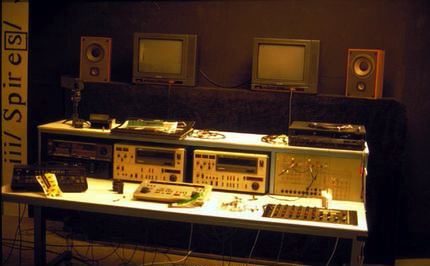
Equipo para edición lineal con magnetoscopios, monitores, mezclador de audio y de vídeo.

La edición lineal o edición analógica era un tipo de edición de vídeo por el cual un magnetoscopio llamado recorder o grabador grababa en una cinta magnética las imágenes de vídeo suministradas por otro u otros magnetoscopios llamados reproductores, fuentes o players. Se consideraba lineal porque era necesario grabar la primera secuencia en primer lugar, después la segunda y así sucesivamente.
La edición lineal comenzó a popularizarse desde principios de los años 1960 con la producción masiva de los magnetoscopios y la generalización de la posproducción de vídeo. La inclusión de un código de tiempo en las pistas supuso un gran avance en su empleo. Sin embargo, desapareció tras la implantación masiva del sistema de edición no lineal.

## Tipos
Espinosa y Abbate (2005, p. 161) enumeran hasta siete tipos de ediciones según diferentes criterios, pero Ohanian (1996) los reduce a dos: La edición por corte y la edición A/B roll. La primera es la realizada sin ningún tipo de transición entre planos y la segunda es la que puede fundir a negro u otro color, encadenar un plano con otro e incluso realizar cortinillas. Esta última opción, prosigue Ohanian (1996, p. 373),  requería de dos o más máquinas fuentes para que un plano pudiera encadenarse con otro o realizar una cortinilla con dos, tres o más imágenes al mismo tiempo.

## Equipamiento necesario

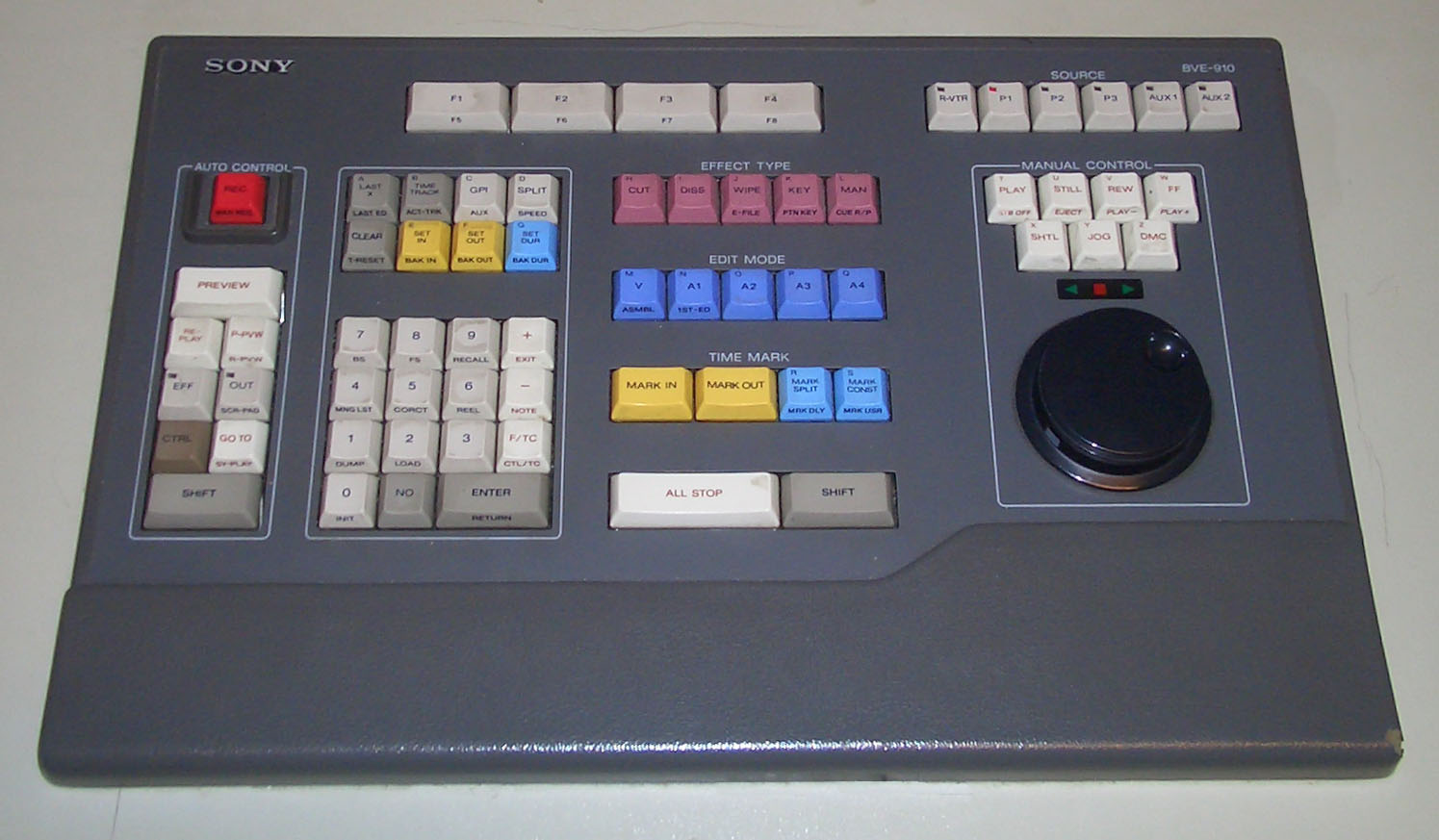
La mesa o consola de edición. Una herramienta de gran utilidad en la edición lineal.

Para realizar una edición lineal solo se necesitaban dos magnetoscopios conectados y un monitor donde ver la imagen de una máquina y de la otra. Pero en la práctica un equipamiento tan escaso era poco práctico. Para realizar una edición A/B roll se requería como mínimo:
- Dos magnetoscopios como fuentes.
- Un magnetoscopio para el máster.
- Tres monitores, uno para cada magnetoscopio.
- Mesa de mezclas para el sonido.
- Un mezclador para realizar encadenados y otros efectos visuales. Pero era mucho más eficaces las mesas de edición porque también podían sincronizar los magnetoscopios, ir al cuadro indicado, realizar vistas previas...

Este material se podía complementar con muchos otros equipos como una cámara para la captura de imágenes, una tituladora o un generador de efectos digitales, hasta llegar a una instalar una sala en línea capaz de producir programas con calidad de emisión (Ohanian, 1996, p. 64).

## Evolución

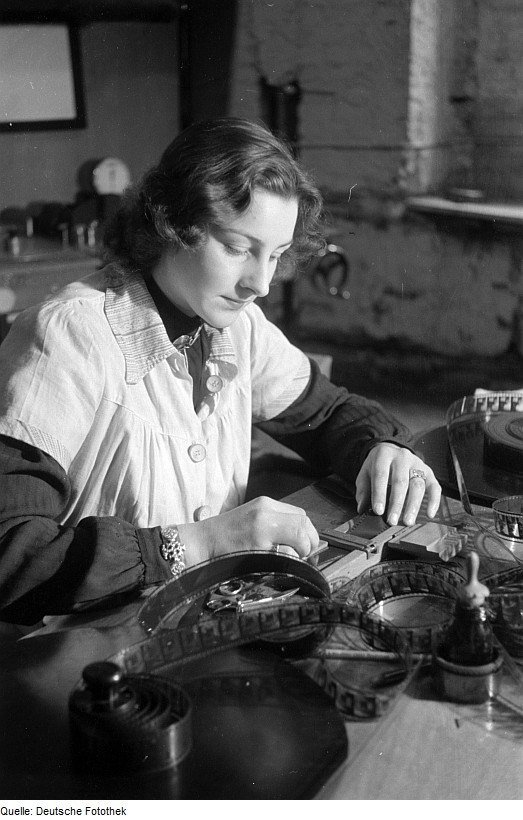
Montaje de una película de cine, 1946. Inicialmente se trató de hacerlo igual con el vídeo, pero en una cinta de vídeo no se pueden ver las imágenes simplemente con la luz.

Siguiendo la explicación de Thomas A.Ohanian (1996, p. 30 y 31), cuando Ampex comercializó su primer magnetoscopio la edición de vídeo se trató de hacer como el montaje de cine, cortando y pegando trozos. Pero a principios de los años 1960 se comprobó que resultaba más sencillo utilizar dos o más reproductores para grabar los planos en el orden deseado en una segunda cita llamada máster de vídeo. Este sistema perdía un poco de calidad, pero se ganaba en tiempo al no tener que localizar los puntos de corte ni tener que desmontar la cinta para cortarla.
El segundo paso en la edición lineal, o revolución según Ohanian (1996, p. 31), se dio con el nacimiento de los códigos de tiempo. En 1967 la empresa EECO produjo la cinta con código de tiempos, consistía en una pista que marcaba con hora, minuto, segundo y cuadro toda la cinta. El código de tiempos permitía localizar con la mayor exactitud cualquier parte del material, de la misma forma podía comenzarse a grabar dentro del master en el punto que se quisiera, también posibilitaba la creación de consolas de edición que rebobinaran los aparatos hasta el punto deseado con solo teclear la combinación de hora, minuto, segundo y cuadro, además hacía posible indicar los puntos donde se comenzaría la grabación y donde se terminaría para realizar visionados previos.
La cinta con código de tiempos demostró ser una buena solución y en 1972 la SMPTE (Society of Motion Picture and Television Engineers) y la UER (Unión Europea de Radiodifusión) crearon el estándar SMPTE para que fuesen los magnetoscopios quienes dotasen a cualquier cinta de un código de tiempo propio (Ohanian, 1996, p. 31). Así, cualquier aparato que siguiese dicho estándar podría dotar a cualquier cinta con un código de tiempos y estas cintas podría ser utilizadas por otros aparatos capaces de leer dicho estándar, posteriormente se aplicaría también cámaras de vídeo. El código de tiempo tenía como inconveniente que no se podía trabajar ya con cintas vírgenes, para poder ir a la hora, minuto, segundo y cuadro la cinta debía contar con al menos la pista de dicho código. A esto se le donominaba "pistar" una cinta (Browen, 2003).
Con todo, la edición lineal adolecía de dos problemas principales y otros añadidos, comenta Ohanian (1996, p. 32 y siguientes). Por una parte, todo el trabajo quedaba en un único soporte, la cinta máster, que podía sufrir daños y deterioros. Se podían hacer copias de dicho máster, pero la calidad se reducía un 8 % aproximadamente, no era como el cine donde la diferencia de calidad entre un positivo y otro es prácticamente inexistente. Además resultaba imposible reducir o aumentar la duración de una secuencia porque se producía una rotura en las pistas de la cinta, lo que visualmente se traducía en unos cuantos segundos al final de la parte modificada donde la pantalla quedaba blanca y la banda sonora en silencio. En un caso así, todas las imágenes posteriores a la modificada debían volverse a editar de nuevo. Estos inconvenientes hacían la edición muy lenta y muy rígida, razón por la cual fue progresivamente sustituida por sistemas de edición no lineal hasta quedar obsoleta con la edición digital.

## Formas de realizar la edición
Browen (2003) describe tres formas de realizar una edición lineal:
1. Playrec: resultaba la forma más simple, pues solo había que apretar play y rec en el grabador. Con esto se grababa vídeo y sonido pistando el soporte al mismo tiempo, es decir, se reordenaban sus partículas en pistas oblicuas para permitir después otras ediciones específicas, cambiar el audio... Esta era la única opción si la cinta era virgen, no se podía grabar ni con assemble ni con Inserto, al carecer el soporte de sincronismos, no existían pistas sobre las que grabar. Por esto era tan importante la operación Playrec, no solo en el ámbito doméstico, también en el profesional. Esta operación necesitaba cinco segundos de sincronismos, que no se podía contar al no estar la cinta pistada.
2. Assemble: igual que en playrec, assemble graba a la vez el vídeo y los canales uno (CH1) y dos (CH2) de audio. La diferencia es que los dos magnetoscopios se sintonizaban mediante un rebobinado de cinco segundos, lo cual permitía un corte limpio. Si en playrec solo se apretaba la tecla rec, en assemble se indicaba los puntos de edición: el entry in, para el player y para el recorder, por esta razón se necesitaba una cinta pistada con código de tiempos. Este procedimiento borraba cualquier información que hubiese grabada previamente. Para acabar la edición había que pulsar la tecla stop o entry out. El Assemble se caracteriza por no romper la grabación la edición al principio, pero sí al finalizarla, ya que los cabezales graban en vertical, cuando las pistas eran oblicuas. Esto generaba la llamada "nieve", que iba descendiendo por la pantalla progresivamente, dejando ver paulatinamente la imagen grabada con anterioridad, en caso de haberla.
3. Inserto: permitía realizar ediciones separando el vídeo del audio. Se utilizaba la grabación helicoidal, es decir, los cabezales graban en posición oblicua y no vertical, coincidiendo con la inclinación de las pistas, por lo que una imagen sustituía a la otra y no se generaba rotura, esos momentos de "nieve" al final. Como contrapartida se necesitaba saber la duración exacta del inserto o este machacaría parte de las imágenes posteriores sin posibilidad de recuperación.